# Taverny
Taverny és un municipi francès, situat al departament de Val-d'Oise i a la regió de l'Illa de França. L'any 1999 tenia 26.092 habitants.
Forma part del cantó de Taverny, del districte d'Argenteuil i de la Comunitat d'aglomeració Val Parisis.